# 俄勒岡州同性婚姻

虹色俄勒冈地图

俄勒冈州同性婚姻在2014年5月19日正式合法化。美国联邦地区法院法官在5月19日裁定2004年州宪法修正案禁止同性婚姻违反了联邦宪法的平等保护条款。 俄勒冈州自2013年10月以来已经承认来自其他司法管辖区的同性婚姻。2004年以来的州宪法曾表示：“只有一个男人和一个女人之间的结合是有效的或法律上确认的婚姻。” 不过，2008年以后俄勒冈州开始允许注册伴侣关系。